# Jacek Jarecki
Jacek Jarecki (* 26. Juni 1958 in Bielawa; † 26. Juni 2002 in Köln) war ein polnischer Fußballspieler, der 1987 die deutsche Staatsangehörigkeit angenommen hatte.

## Karriere
Aus der Jugendmannschaft des in seinem Geburtsort im niederschlesischen Landkreis Dzierżoniowski ansässigen Vereins Bielawianka Bielawa hervorgegangen, rückte Jarecki im Alter von 18 Jahren in die in der seinerzeit 3. Liga vertretene erste Mannschaft auf. Ein Jahr später spielte er für die Fußballabteilung von Stoczniowiec Gdańsk in Danzig, bevor er über Bielawianka Bielawa nach Wałbrzych zum dort ansässigen Górnik Wałbrzych wechselte. In der Gruppe West der seinerzeit 2. Liga schloss sein Verein in einem Teilnehmerfeld von 16 Mannschaften als Achter ab. Nach Breslau gelangt, spielte er von 1979 bis 1982 für Śląsk Wrocław in der 1. Liga, der seinerzeit höchsten Spielklasse im polnischen Fußball.
Nach Deutschland gelangt – er floh aus dem letzten Trainingslager vor der WM 1982 der Liebe wegen – gehörte er in der Saison 1982/83 dem Bundesligisten Fortuna Düsseldorf an, für die er jedoch kein Pflichtspiel bestritt. Daraufhin begab er sich nach Österreich und gehörte dort von 1983 bis 1985 dem Bundesligisten Wiener Sport-Club an, für den er insgesamt 44 Saisonspiele bestritt. Sein Debüt gab er am 1. Oktober 1983 (7. Spieltag) beim 5:1-Sieg im Auswärtsspiel gegen den SV St. Veit/Glan. Es folgten zehn weitere Punktspiele in Folge, anschließend sechs. In der Folgesaison verpasste er lediglich drei von 30 Saisonspielen. Zudem wurde er in jeweils zwei Spielen (1983/84 und 1984/85) des ÖFB-Cup-Wettbewerb eingesetzt.
Seine längste Zeit bei einem Verein verzeichnete er – nach Deutschland zurückgekehrt – für den SC Fortuna Köln. Vom 3. August 1985 (1. Spieltag) – beim 6:2-Sieg im Auswärtsspiel gegen den die SG Wattenscheid 09 – bis zum 15. Dezember 1991 (22. Spieltag) – beim torlosen Punktspiel im Heimspiel gegen Hannover 96 – bestritt er 168 Zweitligaspiele. Des Weiteren bestritt er im DFB-Pokal-Wettbewerb von 1985 bis 1991 elf Spiele und kam mit seiner Mannschaft mit dem zweimaligen Einzug ins Achtelfinale (1986/87 und 1991/92) am weitesten.
Jarecki war nach seinem Karriereende zeitweise als Physiotherapeut für Fortuna Köln tätig.

## Sonstiges
Jarecki erkrankte an Bauchspeicheldrüsenkrebs und starb an den Folgen der Erkrankung einen Tag nach seinem 44. Geburtstag.
Sein 1995 in Köln geborener Sohn Jakub schlug ebenfalls die Karriere im Vereinsfußball ein.